# 包永全
包永全，甘肃人，中华人民共和国企业家、全国脱贫攻坚先进个人。

## 生平
包永全在1997年成立岷县方正草业开发有限责任公司，并担任董事长。企业每年向贫困户免费提供种子、农药及技术培训，并与他们签订长期种植收购保障协议，此外公司建成扶贫车间3个，年季节性用工3656人次，带动贫困群众2235户，亩均收入2500元。随着公司经营日益强大，草业业务带动寺沟、麻子川、闾井、禾驮等乡镇2000多户农户发展牧草种植。2020年COVID-19疫情爆发后，各大赛马场面临赛马断粮问题，包永全凭借岷县铁路货运优势将优质饲草保质保价送到了各大赛马场，并坚持不涨价不断货，此举获得中国赛马市场界的高度评价。
因在脱贫攻坚战中作出突出贡献，2021年2月25日全国脱贫攻坚总结表彰大会上，包永全被授予“全国脱贫攻坚先进个人”。